# Alchemilla versipiloides
Alchemilla versipiloides é uma espécie de rosácea do gênero Alchemilla, pertencente à família Rosaceae.